# Det okuvliga Frankrike
Det okuvliga Frankrike eller Det okuvade Frankrike (La France insoumise) är ett demokratiskt socialistiskt och vänsterpopulistiskt parti i Frankrike grundat 2016 av Jean-Luc Mélenchon inför det franska presidentvalet 2017. I valet stödde det, tillsammans med det franska vänsterpartiet, Mélenchon som fick 19,58% av rösterna i första rundan.
I parlamentsvalet 2022 ingick partiet i valalliansen Folkets nya ekologiska och sociala union (Nupes)